# Chiesa di Santa Maria Maddalena (Castiglione del Lago)
La chiesa di Santa Maria Maddalena, ubicata in via Vittorio Emanuele (presso la Porta Senese), nel corso principale del centro storico di Castiglione del Lago, è il luogo di culto più importante del borgo medievale umbro. Veniva anche denominata: pieve e priorata.

## Storia e descrizione

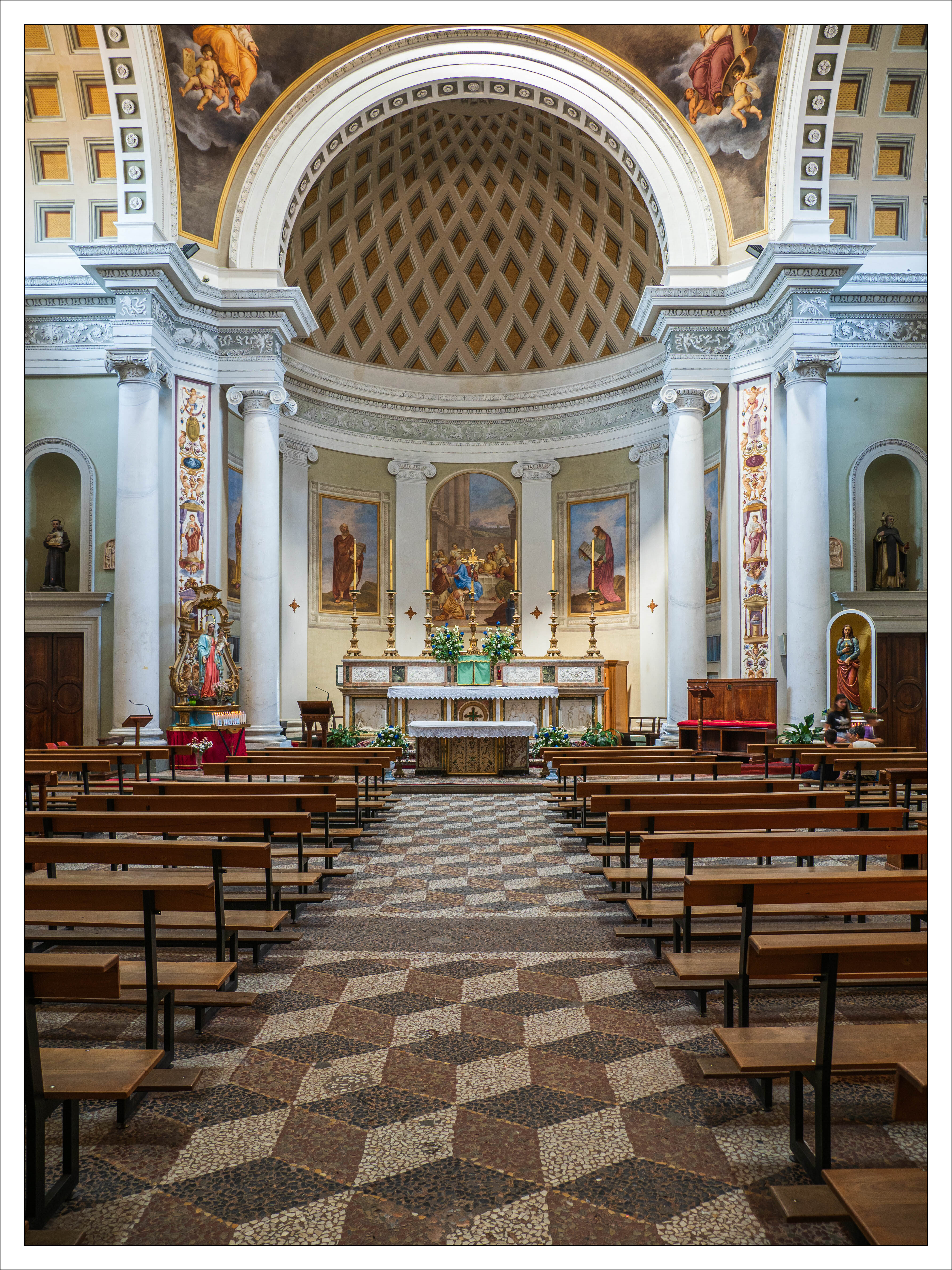
L'interno della chiesa

L'esistenza della chiesa di Santa Maria Maddalena è comprovata dalla prima parte dell'XI secolo nei diplomi imperiali: questi documenti rivelano, infatti, la sua indipendenza, prima, dall'abbazia di Farneta fino al 1184, anno in cui il comune di Perugia ottenne dall'abate Ugo la sottomissione di Castiglione del Lago con tutti i suoi possedimenti, e dopo, dal 1026, dal monastero di San Gennaro di Campoleone. Successivamente, dal primo quarto del XIV secolo, la chiesa assunse la qualifica di pieve, con annesso un fonte battesimale. L'edificazione extra muros (fuori dalle mura) e le piccole dimensioni, portarono - durante il XV secolo - all'unione tra la chiesa di Santa Maria Maddalena e quella intra moenia (tra le mura) dedicata ai Santi Giacomo e Filippo, i cui resti sono ancor oggi visibili presso la rocca del Leone, con il passaggio dei diritti, delle pertinenze e delle intitolazioni alla suddetta.
Tra la fine del Cinquecento e i primi decenni del secolo successivo, la pieve di Santa Maria Maddalena amministrò il potere della cura animarum, controllando un vasto territorio situato ad ovest del lago Trasimeno, anche per la nascita di molte associazioni religiose di ispirazione tridentina. Un documento sottoscritto nel 1593, attesta la presenza di un altare dedicato al Rosario all'interno dell'edificio: questo fa supporre che ci sia stata a Castiglione del Lago, intorno agli anni Ottanta del XVI secolo, una Confraternita del Santissimo Rosario; certifica, pure, l'attività nel 1572 di altre due comunità di fedeli nel marchesato di Castiglione del Lago: quelle intitolate al Santissimo Sacramento e a San Giuseppe. Dalla seconda metà del Cinquecento fu decretato il trasferimento della fonte battesimale, causando il declino dell'antica pieve preesistente che culminò con il suo abbattimento nel 1763, per volere del vescovo Amedei, a favore della costruzione di un cimitero.
Tra il 1836 e il 1860 Giovanni Caproni, rinomato architetto della Perugia postunitaria, progettò la costruzione del nuovo tempio, in stile
neoclassico: nel 1868 fu completato il pronao e nel 1893 venne realizzato il campanile, vicino alla cupola. L'interno della chiesa custodisce alcune opere d'arte, tra cui la Madonna del Latte (scuola senese del Trecento), La cena di Emmaus (affresco del 1850 di Mariano Piervittori che decorò anche il coro).
La parte sinistra è impreziosita dalla Madonna in Trono (dipinto cinquecentesco - un tempo creduto di Raffaello - ora attribuito a Eusebio da San Giorgio, anch'egli allievo della bottega perugina del famoso artista Pietro Vannucci.
Nella vecchia chiesa, che aveva quattro cappelle a volta e sette altari, ricevette il battesimo, nel 1589, Fulvio Alessandro della Corgna, figlio di Ascanio II e di Francesca Sforza di Santa Fiora, futuro marchese e ultimo duca di Castiglione del Lago (1617-1647).